# Томас II Савойський
Томас II Савойський (італ. Tommaso II di Savoia; 1199/бл. 1202 — 7 лютого 1259) — граф Фландрії і Ено в 1237–1244, князь П'ємонту з 1247. Син  Томаса I Савойського і  Маргарити, дочки  Гійома I Женевського.
Спочатку Томас готувався до церковної діяльності. В 1224/1227 він став каноніком в Лозанні, в 1227 пробстом Валенца (Provost of Valence), а пізніше каноніком в Ліоні. В 1233 Томас залишив свої духовні пости.
Завдяки шлюбу з  Жанною, дочкою правителя  Латинської імперії, Томас в 1237 став графом Фландрії і Генегау. Завдяки цьому шлюбу зміцнилося становище Томаса і серед братів: старший брат Амадей IV Савойський в декількох заповітах призначав Томаса спадкоємцем (в обхід середніх братів), за умови, що той виплатить компенсацію іншим претендентам. Після смерті Жанни в 1244, Томас повернувся в Савою. 
В 1247 Амадей IV Савойський призначив Томаса князем П'ємонту, залишаючи себе сувереном цих земель. У листопаді 1248 імператор Фрідріх II дарував Томасу Монкальєрі, Кастельвеккіо та інші землі, а також призначив його імперським вікарієм в Італії. Папа Іннокентій IV дарував Томасу титули захисника церкви і гонфалоньєра. В 1253 Томас успадковував Амадею IV в графстві Савоя, як регент — співправитель з племінником  Боніфацієм. В 1259 Томас помер, від отруєння.

## Сім'я
Другий чоловік з 2 квітня 1237 Жанни, дочки  Балдуїна IX графа Фландрії і Ено,  Латинського імператора (1200 — 5 грудня 1244). Чоловік з червня 1251 Беатріси Фієски, племінниці папи римського, Інокентія IV, дочки графа Теодоро Фієски (8/9 липня 1283). Томас II мав дітей тільки в другому шлюбі. Усі наступні правителі Савої були його нащадками.
- Томас III (1252 — 16 травня 1282), граф Мор'єн (Comte de Maurienne), князь П'ємонту.
- Амадей V (бл. 1253 — 16 жовтня 1323), граф Савойський.
- Людовик I (бл. 1254–1303), барон Під, сеньйор Мудон, Ромон, Рю, Контре, Сейон, Ньйон і Обон (d'Aubon) з 1286.
- Дочка (після 14 січня 1264).
- Елеонора Савойська (24 серпня 1296). Дружина з 1270 Людовика де Альбон-Фореза.
- Аліса Савойська (1 серпня 1277).